# Francisco Savín
Francisco Savín (18 novembre 1929 - 26 janvier 2018), est un chef d'orchestre et compositeur mexicain. Né à Mexico, il étudie la composition avec Rodolfo Halffter et la direction d'orchestre avec Luis Herrera de la Fuente. Il dirige l'Orchestre symphonique de Xalapa de 1963 à 1967 et de 1984 à 1986. 
Parmi ses élèves figure notamment Braulio Caballero Figueroa.